# Leucania uniformis
Leucania uniformis är en fjärilsart som beskrevs av Moore 1881. Leucania uniformis ingår i släktet Leucania och familjen nattflyn. Inga underarter finns listade i Catalogue of Life.